# Dinagapostemon sicheli
Dinagapostemon sicheli är en biart som först beskrevs av Joseph Vachal 1901.  Dinagapostemon sicheli ingår i släktet Dinagapostemon och familjen vägbin. Inga underarter finns listade i Catalogue of Life.